# ياسوشي كواكامي
ياسوشي كواكامي (باليابانية: 川上 靖) (8 مايو 1963 في الأرجنتين – )؛ هو لاعب كرة قدم سابق كان يلعب كلاعب وسط.

## وصلات خارجية
- ياسوشي كواكامي على موقع Soccerway.com (الإنجليزية)